# Emily Tanimura
Emily Tanimura est une écrivaine et mathématicienne suédoise qui vit en France.

## Biographie
Emily Tanimura, née en 1979, est une écrivaine et mathématicienne suédoise. Elle a des origines suédoises par sa mère et japonaises par son père de nationalité américaine. Elle vit en France depuis 2001. Son premier roman, La Tentation de l'après (Gallimard) est favorablement accueilli par la critique et obtient en 2007 le prix du Premier roman de femme.
Elle obtient en 2008 un doctorat en mathématiques appliquées à l'École des hautes études en sciences sociales sous la direction du mathématicien Rama Cont, pour une thèse intitulée Structure and Dynamics of Complex Networks. Elle est depuis 2009 maître de conférence en mathématiques appliquées à l'université Panthéon-Sorbonne et chercheuse au Centre d'économie de la Sorbonne. Ses travaux de recherche portent sur la théorie des jeux et les réseaux sociaux.

## Publications
- La Tentation de l'après, Gallimard, 2006. Prix du Premier roman de femme 2007.
- Rama Cont, Emily Tanimura, (2008). « Small-world graphs: Characterization and alternative constructions », Advances in Applied Probability, 40 (4), 2008, pages 939-965.
- Michel Grabisch, Antoine Mandel, Agnieszka Rusinowska et Emily Tanimura, Strategic Influence in Social Networks, Mathematics of Operations Research, 2017.